# Daniel Alsén
Daniel Richard Alsén, född 20 april 1975 i Sölvesborg, är en svensk journalist på nyhetsbyrån TT.
Bland tidigare arbetsplatser märks bland annat kvällstidningen Expressen.

## Biografi
Daniel Alsén har en bred medieerfarenhet. Han deltog bland annat i uppstarten av SVT24. Bland hans tidigare arbetsplatser i etermedia finns också MTG, Utbildningsradion, Sveriges Radio och Klassiska Hits.
Tillsammans med journalisten Niklas Svensson var Daniel Alsén grundare av Politikerbloggen.se. När bloggen bolagiserades blev Alsén delägare. När TV4 köpte upp Politikerbloggen 2007 anställdes Alsén som ansvarig utgivare för sajten.
I februari 2009 lanserade TV4 sajten Kriminalkanalen.se med Alsén som redaktör. Sajten lades ner i juni samma år. Han knöts senare till TV4Nyheterna och arbetade under en period även med debattprogrammet Kvällsöppet med Ekdal.
Efter en tid på Expressen utsågs Alsén i mars 2014 till ny redaktör för TV3-programmet Efterlyst med Robert Aschberg.
Expressen utsåg honom till den tionde viktigaste journalisten under Almedalsveckan 2008.